# Белгородский район
Белгоро́дский райо́н  — административно-территориальная единица (район) и муниципальное образование (муниципальный район) в Белгородской области России.
Административный центр — посёлок Майский.

## География

### Географическое положение
Граничит: на западе с Борисовским, на севере — с Яковлевским и Корочанским, на востоке — с Шебекинским районами области, на юге — с Харьковской областью Украины.
Территория района — 1400 км², представляет собой приподнятую равнину (около 200 м над уровнем моря), на которой находятся также юго-западные отроги Орловско-Курского плато Среднерусской возвышенности.

### Транспорт
Центр района — посёлок Майский имеет только автобусное сообщение с областным центром Белгород. С 1986 года до 15 июля 2014 года имел также и троллейбусное сообщение с Белгородом. В 1986 году был запущен пригородный маршрут № 15 «Стадион — посёлок Майский», который соединил с городом не только посёлок молодых учёных и студентов сельскохозяйственников, но и несколько сёл Белгородского района: Красное, Болховец, Репное и Грязное, став вторым по длине пригородным маршрутом в России. Однако на основании реестра маршрута регулярных перевозок, организованных администрацией города Белгорода (постановление Администрации города от 14 мая 2014 года № 88) движение троллейбусов по данному маршруту было полностью прекращено с 22 июля 2014 года, так как в перечень троллейбусных маршрутов областного центра до 2019 года он не вошёл. Этим же постановлением для работы электротранспорту переданы два новых маршрута № 102 — «Завод Энергомаш — пос. Майский» и № 151 «Завод Энергомаш — ЮМР — пос. Майский», но для движения по первому маршруту отсутствует контактная сеть по ул. Красноармейской, а на 151 маршрут выпусков троллейбуса также нет с 15 июля 2014 года. Так что оба «новых троллейбусных маршрута» обслуживают автобусы МУП «ГПТ».

### Водоёмы
Крупнейшая река — Северский Донец (приток Дона). Его наиболее значимые притоки на территории района: Везёлка, Топлинка и Разуменка. Все эти реки впадают в Северский Донец непосредственно на территории района. Приток Уды течёт из района в Харьковскую область, где и впадает в Северский Донец.

## История

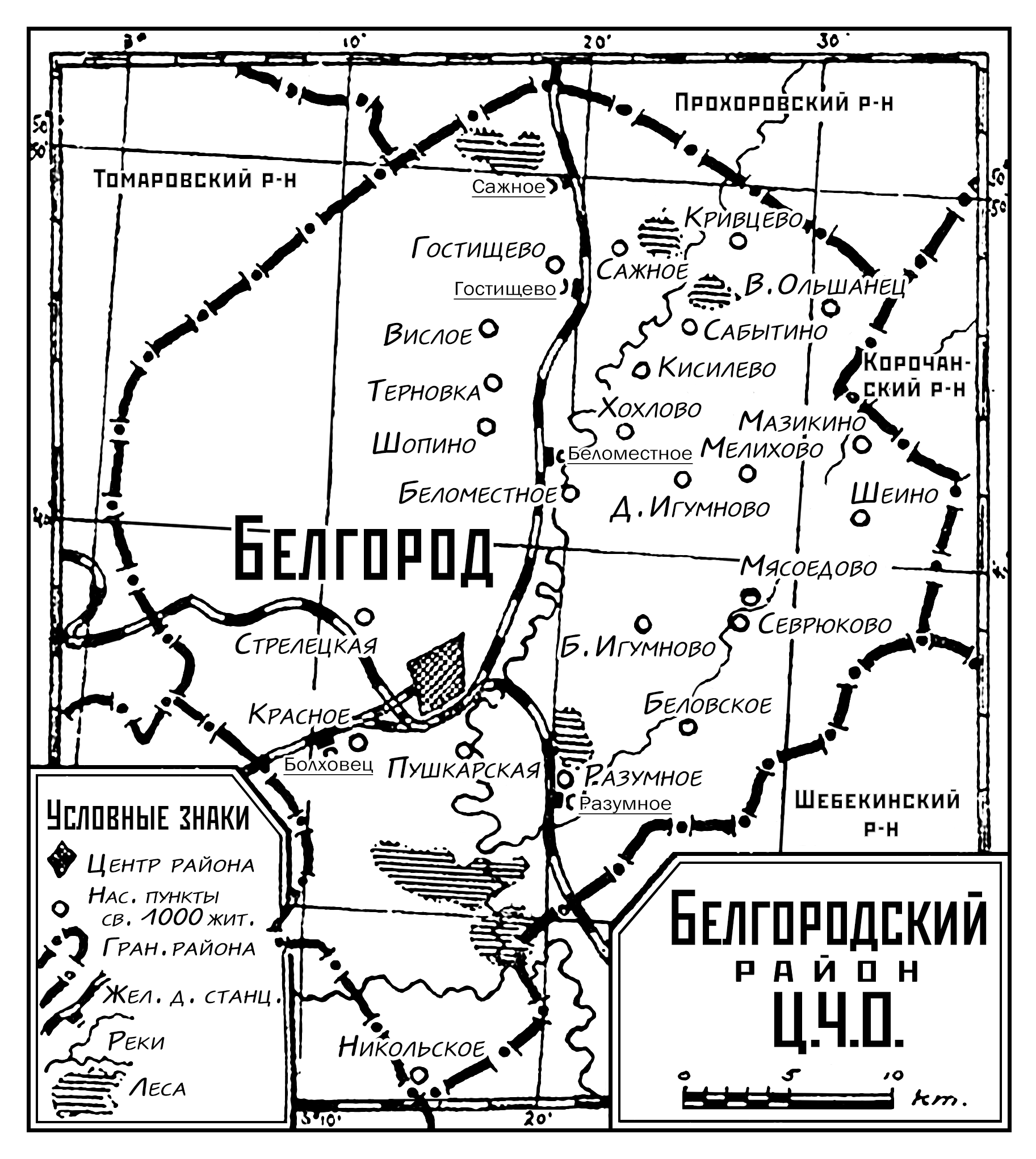
Белгородский район Центрально-Чернозёмной области

Район образован 30 июля 1928 года с центром в Белгороде в составе Белгородского округа Центрально-Чернозёмной области. С 13 июня 1934 года — в составе Курской области, с 6 января 1954 года — в составе Белгородской. В связи с тем, что город Белгород стал областным центром, он был выведен из состава Белгородского района. В 1963 году в состав района включена территория упразднённого Октябрьского района. 1 февраля 1963 года был образован Белгородский сельский район.
С 1 января 2006 года в соответствии с Законом Белгородской области от 20.12.2004 № 159 и Законом Белгородской области от 04.03.2005 № 171 муниципальное образование «Белгородский район» наделено статусом муниципального района с центром в посёлке Майский. На территории района образованы 24 муниципальных образования: 3 городских и 21 сельских поселений.

## Население
| 1939     | 1959     | 1970     | 1979     | 1989     | 2002     | 2009     | 2010     | 2011     |
| -------- | -------- | -------- | -------- | -------- | -------- | -------- | -------- | -------- |
| 82 000   | ↘37 178  | ↗63 931  | ↘56 854  | ↗68 870  | ↗90 430  | ↗102 185 | ↗108 778 | ↗108 925 |
| 2012     | 2013     | 2014     | 2015     | 2016     | 2017     | 2018     | 2019     | 2020     |
| ↗110 463 | ↗112 483 | ↗113 832 | ↗114 487 | ↗116 297 | ↗116 546 | ↗119 135 | ↗124 339 | ↗128 886 |
| 2021     |          |          |          |          |          |          |          |          |
| ↗191 744 |          |          |          |          |          |          |          |          |

### Урбанизация
В городских условиях (пгт Октябрьский, Разумное и Северный) проживают 31,84 % населения района.

### Национальный состав
По итогам переписи населения 2020 года проживали следующие национальности (национальности менее 0,1 % и другое, см. в сноске к строке «Другие»):
| Национальность | Численность, чел. | Доля     |
| -------------- | ----------------- | -------- |
| Русские        | 173 487           | 90,48 %  |
| Украинцы       | 2530              | 1,32 %   |
| Армяне         | 469               | 0,24 %   |
| Азербайджанцы  | 256               | 0,13 %   |
| Татары         | 215               | 0,11 %   |
| Узбеки         | 202               | 0,11 %   |
| Другие         | 14 585            | 7,61 %   |
| Итого          | 191 744           | 100,00 % |

## Муниципально-территориальное устройство
В Белгородский район как муниципальное образование со статусом муниципального района входят 24 муниципальных образования, в том числе 3 городских и 21 сельское поселение:
| №  | Муниципальное образование               | Административный центр | Количество населённых пунктов | Население | Площадь, км2 |
| -- | --------------------------------------- | ---------------------- | ----------------------------- | --------- | ------------ |
| 1  | городское поселение посёлок Октябрьский | пгт Октябрьский        | 1                             | ↗8785     | 11.57        |
| 2  | городское поселение посёлок Разумное    | пгт Разумное           | 3                             | ↗28 875   | 39.73        |
| 3  | городское поселение посёлок Северный    | пгт Северный           | 1                             | ↗24 070   | 21.08        |
| 4  | Беловское сельское поселение            | село Беловское         | 4                             | ↗6058     | 72.56        |
| 5  | Беломестненское сельское поселение      | село Беломестное       | 5                             | ↗6092     | 43.25        |
| 6  | Бессоновское сельское поселение         | село Бессоновка        | 8                             | ↘4648     | 156.49       |
| 7  | Весёлолопанское сельское поселение      | село Весёлая Лопань    | 4                             | ↗3593     | 40.50        |
| 8  | Головинское сельское поселение          | село Головино          | 8                             | ↗2362     | 97.48        |
| 9  | Дубовское сельское поселение            | посёлок Дубовое        | 3                             | ↗18 073   | 39.19        |
| 10 | Ериковское сельское поселение           | село Ерик              | 6                             | ↗1364     | 62.23        |
| 11 | Журавлёвское сельское поселение         | село Журавлёвка        | 2                             | ↘1262     | 59.72        |
| 12 | Комсомольское сельское поселение        | посёлок Комсомольский  | 2                             | ↗4492     | 24.24        |
| 13 | Краснооктябрьское сельское поселение    | село Красный Октябрь   | 7                             | ↘3238     | 95.41        |
| 14 | Крутологское сельское поселение         | село Крутой Лог        | 2                             | ↗1951     | 44.51        |
| 15 | Майское сельское поселение              | посёлок Майский        | 3                             | ↗15 318   | 63.67        |
| 16 | Малиновское сельское поселение          | посёлок Малиновка      | 5                             | ↘1729     | 62.54        |
| 17 | Никольское сельское поселение           | село Никольское        | 2                             | ↗7902     | 72.78        |
| 18 | Новосадовское сельское поселение        | посёлок Новосадовый    | 2                             | ↗12 741   | 43.00        |
| 19 | Пушкарское сельское поселение           | село Пушкарное         | 2                             | ↗5495     | 61.13        |
| 20 | Стрелецкое сельское поселение           | село Стрелецкое        | 1                             | ↗13 792   | 59.03        |
| 21 | Тавровское сельское поселение           | село Таврово           | 2                             | ↗13 956   | 22.70        |
| 22 | Хохловское сельское поселение           | село Хохлово           | 2                             | ↗1467     | 63.19        |
| 23 | Щетиновское сельское поселение          | село Щетиновка         | 2                             | ↗1044     | 76.07        |
| 24 | Яснозоренское сельское поселение        | село Ясные Зори        | 9                             | ↗3437     | 142.70       |

### Населённые пункты
В Белгородском районе 86 населённых пунктов.
| №  | Населённый пункт | Тип     | Население | Муниципальное образование               |
| -- | ---------------- | ------- | --------- | --------------------------------------- |
| 1  | Беловское        | село    | ↗3141     | Беловское сельское поселение            |
| 2  | Беломестное      | село    | ↗1210     | Беломестненское сельское поселение      |
| 3  | Берёзово         | хутор   | ↘18       | Ериковское сельское поселение           |
| 4  | Бессоновка       | село    | ↗3065     | Бессоновское сельское поселение         |
| 5  | Бехлевка         | село    | ↗42       | Головинское сельское поселение          |
| 6  | Ближнее          | село    | ↗342      | Бессоновское сельское поселение         |
| 7  | Ближняя Игуменка | село    | ↗4908     | Новосадовское сельское поселение        |
| 8  | Болдыревка       | село    | ↗69       | Головинское сельское поселение          |
| 9  | Бочковка         | село    | ↘198      | Яснозоренское сельское поселение        |
| 10 | Быстрый          | хутор   | ↗16       | Бессоновское сельское поселение         |
| 11 | Валковский       | хутор   | ↘101      | Щетиновское сельское поселение          |
| 12 | Варваровка       | село    | ↗184      | Головинское сельское поселение          |
| 13 | Вергилевка       | село    | ↘133      | Яснозоренское сельское поселение        |
| 14 | Весёлая Лопань   | село    | ↘2696     | Весёлолопанское сельское поселение      |
| 15 | Водяной          | хутор   | ↗17       | Весёлолопанское сельское поселение      |
| 16 | Вторая Наумовка  | село    | ↘38       | Краснооктябрьское сельское поселение    |
| 17 | Головино         | село    | ↗837      | Головинское сельское поселение          |
| 18 | Гонки            | хутор   | ↗99       | Ериковское сельское поселение           |
| 19 | Гремучий         | хутор   | ↗1        | Ериковское сельское поселение           |
| 20 | Долбино          | село    | ↗516      | Весёлолопанское сельское поселение      |
| 21 | Драгунское       | село    | ↗1603     | Пушкарское сельское поселение           |
| 22 | Дубовое          | посёлок | ↗16 101   | Дубовское сельское поселение            |
| 23 | Ерик             | село    | ↗559      | Ериковское сельское поселение           |
| 24 | Журавлёвка       | село    | ↗1193     | Журавлёвское сельское поселение         |
| 25 | Зачатеевка       | хутор   | ↗35       | Ериковское сельское поселение           |
| 26 | Зелёная Поляна   | село    | ↗1276     | Беломестненское сельское поселение      |
| 27 | Карнауховка      | село    | ↘94       | Крутологское сельское поселение         |
| 28 | Киселево         | село    | ↗393      | Хохловское сельское поселение           |
| 29 | Комсомольский    | посёлок | ↗4379     | Комсомольское сельское поселение        |
| 30 | Красная Нива     | село    | ↗88       | Краснооктябрьское сельское поселение    |
| 31 | Красное          | село    | ↗113      | Комсомольское сельское поселение        |
| 32 | Красный Октябрь  | село    | ↗2550     | Краснооктябрьское сельское поселение    |
| 33 | Красный Хутор    | село    | ↗554      | Краснооктябрьское сельское поселение    |
| 34 | Крестовое        | хутор   | ↗3        | Малиновское сельское поселение          |
| 35 | Крутой Лог       | село    | ↗1393     | Крутологское сельское поселение         |
| 36 | Лозовое          | село    | ↗66       | Яснозоренское сельское поселение        |
| 37 | Майский          | посёлок | ↗14 143   | Майское сельское поселение              |
| 38 | Малиновка        | посёлок | ↘556      | Малиновское сельское поселение          |
| 39 | Мясоедово        | село    | ↗464      | Беловское сельское поселение            |
| 40 | Наумовка         | село    | ↗92       | Краснооктябрьское сельское поселение    |
| 41 | Нехотеевка       | хутор   | ↗145      | Журавлёвское сельское поселение         |
| 42 | Нечаевка         | село    | ↗443      | Яснозоренское сельское поселение        |
| 43 | Нижний Ольшанец  | село    | ↗250      | городское поселение посёлок Разумное    |
| 44 | Николаевка       | село    | ↗131      | Бессоновское сельское поселение         |
| 45 | Никольское       | село    | ↗7443     | Никольское сельское поселение           |
| 46 | Новая Деревня    | село    | ↗216      | Майское сельское поселение              |
| 47 | Новая Наумовка   | село    | ↗164      | Краснооктябрьское сельское поселение    |
| 48 | Новая Нелидовка  | село    | ↗255      | Головинское сельское поселение          |
| 49 | Новосадовый      | посёлок | ↗7833     | Новосадовское сельское поселение        |
| 50 | Октябрьский      | пгт     | ↗8785     | городское поселение посёлок Октябрьский |
| 51 | Орловка          | село    | ↗393      | Бессоновское сельское поселение         |
| 52 | Отрадное         | село    | ↗770      | Малиновское сельское поселение          |
| 53 | Петровка         | село    | ↘413      | Малиновское сельское поселение          |
| 54 | Петропавловка    | село    | ↗553      | Беломестненское сельское поселение      |
| 55 | Политотдельский  | посёлок | ↗825      | Майское сельское поселение              |
| 56 | Пуляевка         | село    | ↗459      | Никольское сельское поселение           |
| 57 | Пушкарное        | село    | ↗3892     | Пушкарское сельское поселение           |
| 58 | Разумное         | пгт     | ↗28 192   | городское поселение посёлок Разумное    |
| 59 | Раково           | село    | ↗51       | Ериковское сельское поселение           |
| 60 | Репное           | село    | ↗468      | Дубовское сельское поселение            |
| 61 | Ровенек          | село    | ↘82       | Яснозоренское сельское поселение        |
| 62 | Салтыково        | село    | ↘58       | Головинское сельское поселение          |
| 63 | Северный         | пгт     | ↗24 070   | городское поселение посёлок Северный    |
| 64 | Северный-Первый  | посёлок | ↗196      | Беломестненское сельское поселение      |
| 65 | Севрюково        | село    | ↗386      | Беловское сельское поселение            |
| 66 | Солнцевка        | село    | ↗31       | Яснозоренское сельское поселение        |
| 67 | Соловьёвка       | село    | ↘46       | Головинское сельское поселение          |
| 68 | Соломино         | село    | ↗364      | Тавровское сельское поселение           |
| 69 | Солохи           | село    | ↗638      | Бессоновское сельское поселение         |
| 70 | Старая Нелидовка | село    | ↗42       | Головинское сельское поселение          |
| 71 | Стрелецкое       | село    | ↗13 792   | Стрелецкое сельское поселение           |
| 72 | Таврово          | село    | ↗13 592   | Тавровское сельское поселение           |
| 73 | Толоконное       | село    | ↘68       | Малиновское сельское поселение          |
| 74 | Топлинка         | село    | ↗1        | городское поселение посёлок Разумное    |
| 75 | Угрим            | хутор   | ↘48       | Весёлолопанское сельское поселение      |
| 76 | Устинка          | село    | ↗270      | Яснозоренское сельское поселение        |
| 77 | Хвостовка        | хутор   | 0         | Бессоновское сельское поселение         |
| 78 | Хохлово          | село    | ↗1011     | Хохловское сельское поселение           |
| 79 | Церковный        | хутор   | ↘44       | Краснооктябрьское сельское поселение    |
| 80 | Чайки            | село    | ↘259      | Бессоновское сельское поселение         |
| 81 | Черемошное       | село    | ↗543      | Яснозоренское сельское поселение        |
| 82 | Шагаровка        | село    | ↗82       | Дубовское сельское поселение            |
| 83 | Шишино           | село    | ↗400      | Беломестненское сельское поселение      |
| 84 | Щетиновка        | село    | ↗906      | Щетиновское сельское поселение          |
| 85 | Ясные Зори       | село    | ↘1715     | Яснозоренское сельское поселение        |
| 86 | Ястребово        | село    | ↗162      | Беловское сельское поселение            |

## Местное самоуправление
Главы местного самоуправления
- 2003—2011 — Тютюнов Сергей Иванович
- 2011—2013 — Савченко Андрей Александрович
- 2013—2014 — Галдун Юрий Владимирович
- 2014—2017 — Сергиенко Александр Николаевич
- 2017—2019 — Попков Анатолий Тихонович
- 2019—2023 — Перцев Владимир Николаевич
- 2023—2025 — Куташова Анна Петровна
- 2025—н. в. — Круглякова Татьяна Петровна

## Экономика
- Тепличный комплекс «Белгорзеленхоза» площадью 1 га. Ежегодно производит 1,4 млн роз и 4,5 млн других растений, необходимых для озеленения Белгорода[26].

Крупнейшие сельскохозяйственные предприятия
- колхоз им. Горина;
- птицеводческие хозяйства ООО «Белгранкорм»;
- предприятия ЗАО «Белгородский бройлер»;
- Племзавод «Разуменский»;
- ОПХ «Белгородское».

Предприятия пищевой промышленности
- Дмитротарановский сахарный завод;
- Веселолопанский спиртовой завод;
- предприятие «Белые горы» (производитель минеральной воды «Майская Хрустальная»);
- ЗАО «Мелстром»;
- хлебокомбинат «Золотой Колос».

## Культура

### Достопримечательности
- Посёлок Дубовое в Белгородском районе знаменит дубом, с диаметром ствола дерева 2 метра, возрастом более 370 лет. Считают, что этот дуб посажен князем Ромодановским и гетманом Богданом Хмельницким в честь воссоединения Украины с Россией. Дерево объявлено памятником природы[27].
- Монастырский лес (ранее урочище Лог[28]) — по преданию в конце XII века в лесу, была обретена Корсунская икона Божией Матери, в лесу, у источника, считающегося местом обретения святыни, была выстроена часовня[27] В 1995 году часовня была вновь возведена[29].

## Образование
Высшие учебные заведения
- Белгородский государственный аграрный университет

## СМИ
С 1920 года издаётся районная общественно-политическая газета «Знамя».